# Porsche-Diesel

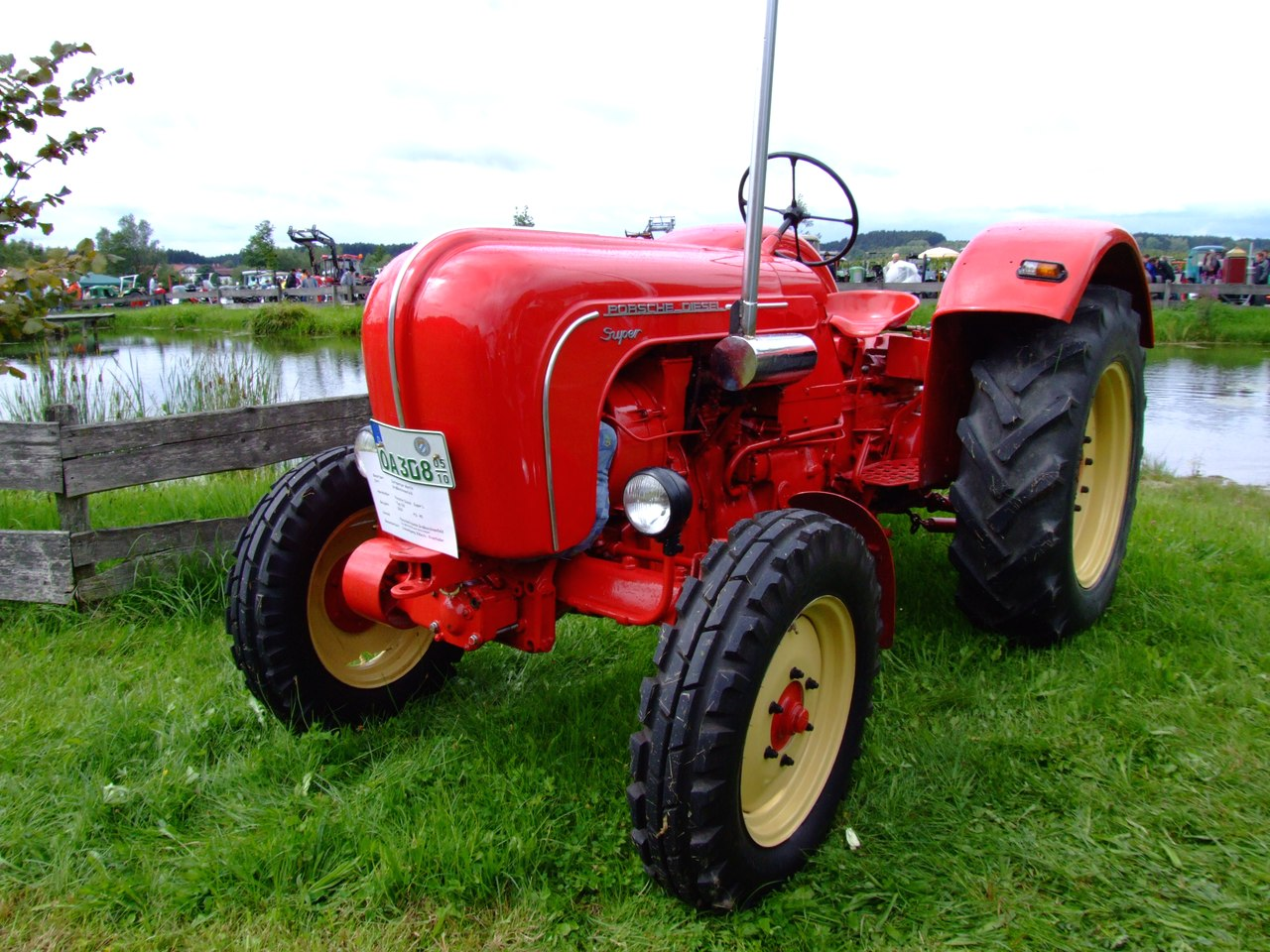
Een Porsche Diesel Super L 319 uit 1962

Porsche-Diesel is een voormalig tractormerk uit Duitsland dat van 1956 tot 1963 tractoren produceerde.

## Ontstaan
In het begin van de jaren dertig ontwierp prof. dr. Ferdinand Porsche een 'Volksschlepper' (volkstractor), tegelijkertijd met het ontwerpen van de volkswagen. Porsche deed dit in opdracht van Adolf Hitler aan het begin van zijn dictatuur. Uiteindelijk zijn de historische producten veranderd van propagandamiddel tot hobby. De tractor had veel dingen gemeen met de Volkswagen. De tractor uit de jaren dertig leek dan ook in niets op latere tractoren uit de jaren vijftig en zestig. De in 1934 ontworpen tractor had een hydraulische koppeling tussen versnellingsbak en motor. Later zou hij ditzelfde concept blijven toepassen.
Porsche produceerde drie prototype tractoren in 1934, alle drie uitgerust met een benzinemotor. Het Porsche-Dieselmotorontwerp met zijn unieke luchtkoeling was destijds nog niet klaar om geproduceerd te worden. Na vele tests van dit ontwerp kwam er een luchtgekoelde dieselmotor uit met vermogens van 12 tot 50 pk. In de vroege jaren vijftig had Porsche vier basisontwerpen: een een-, twee-, drie- en viercilinderversie. Alle hadden apart vervangbare cilinders en cilinderkoppen.
Na de Tweede Wereldoorlog mochten in Duitsland enkel de bedrijven die voor de oorlog tractoren bouwden, dit voortzetten. Porsche bouwde geen tractoren voor de oorlog en mocht dus niet beginnen met productie, maar Porsche had een uniek, modern ontwerp waarover hij licentie afspraken maakte met het Duitse bedrijf Allgaier GmbH en het Oostenrijkse bedrijf Hofherr Schrantz. Deze twee bedrijven gebruikten de ontwerpen van Porsche en noemden deze: Allgaier-Systeem Porsche en Hofherr Schrantz-Systeem Porsche.
In 1956 nam Mannesmann AG het besluit tractoren te gaan bouwen en kocht de licentie van de Porsche-Dieselmotoren en het Allgaiertractorontwerp. Mannesmann herbouwde en breidde de oude Zeppelinfabriek iets ten westen van Friedrichshafen bij het Meer van Konstanz uit tot een state-of-the-art productiefabriek met de modernste machines en productielijnen die destijds voorhanden waren. De Porsche-Diesel tractoren zijn in deze fabriek geproduceerd tot het eind van 1963 bij een divisie van Mannesmann AG welke men Porsche-Diesel Motorenbau GmbH noemde. Aan het eind van 1963 werden er afspraken gemaakt met Renault dat de service van de Porsche-Diesel wereldwijd voor zijn rekening zou nemen.
Na 1963 had MTU-Daimler de fabriek in Friedrichshafen nodig om grote dieselmotoren te produceren voor NAVO-tanks.
Tussen 1956 en 1963 zijn er meer dan 125.000 Porsche-Dieseltractoren geproduceerd waarvan er tot op de dag van vandaag nog vele dagelijks worden gebruikt voor het werk op de boerderij.
Tezelfdertijd zijn er door het Amerikaanse Porsche-Diesel ongeveer 1000 tractoren verkocht in Noord-Amerika. De meeste tractoren werden destijds verkocht aan de oostkust van Amerika. Een nieuwe Junior kocht men toen voor ongeveer $1750 en een Super voor ongeveer $3600. Er zijn in Amerika maar heel weinig Standards en Masters verkocht omdat ze slecht concurreerden met Amerikaanse tractoren.
Vandaag de dag is het aantal actieve Porsche-Dieseltractoren in Amerika sterk gestegen omdat ze een verzamelaarsitem zijn geworden om te restaureren. Een gerestaureerde Porsche-Diesel brengt in Amerika al gauw $15.000 tot $35.000 op. Een niet gerestaureerde maar goed lopende Porsche-Diesel tractor kost ongeveer $5000 tot $8000.

## Modellen
Er waren grofweg vier soorten modellen verkrijgbaar: een eencilinder, een tweecilinder, een drie- en een viercilinder (P 111 – P 144). Uit deze reeks ontstonden later serie Junior, Standard, Super en Master. Door de jaren heen werden deze modellen verder ontwikkeld en verschenen er verschillende types. In sommige gevallen valt er aan het type af te lezen hoeveel pk deze heeft, zoals bij de AP-serie het geval is. Tevens konden de tractoren in verschillende uitvoeringen verkregen worden, bijvoorbeeld een lange uitvoering (L) of een smalspoor uitvoering (S).
De verschillende uitvoeringen zijn:
- N = normale versie (ook wel met een 'K' aangeduid wat staat voor 'korte versie', en hetzelfde is als een normale versie)
- V = vereenvoudigde versie (veelal voor de export)
- S = smalspoorversie
- L = lange versie (bij de Super en Master heeft deze versie een dubbele koppeling)

### Eencilinder

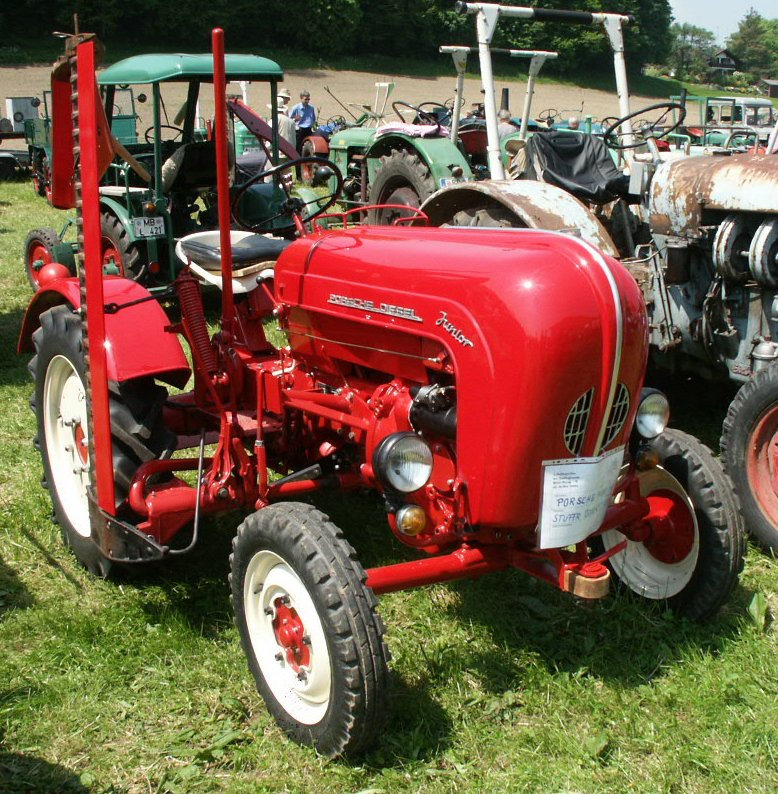
Porsche Diesel Junior

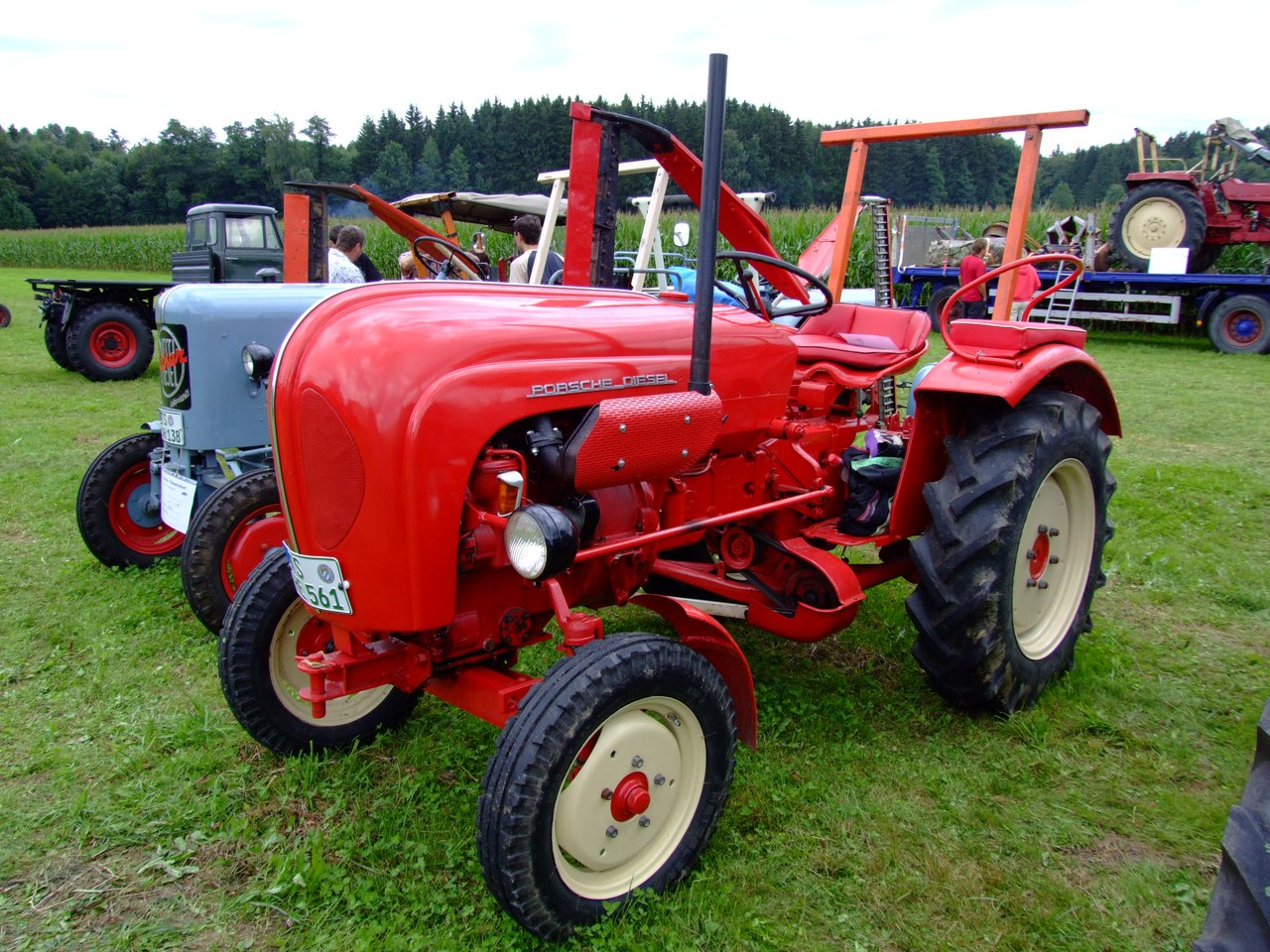
Porsche Diesel Standard T 217

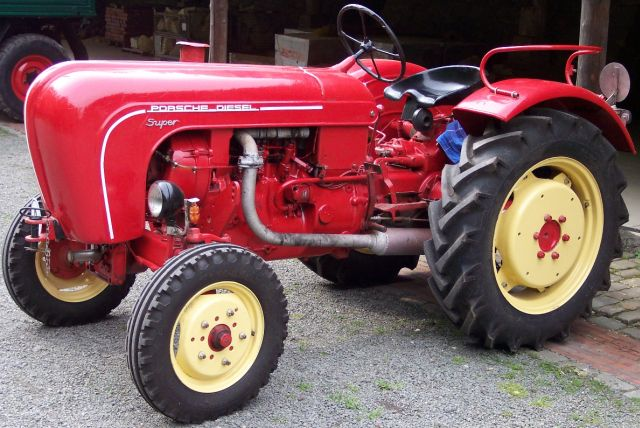
Porsche Diesel Super

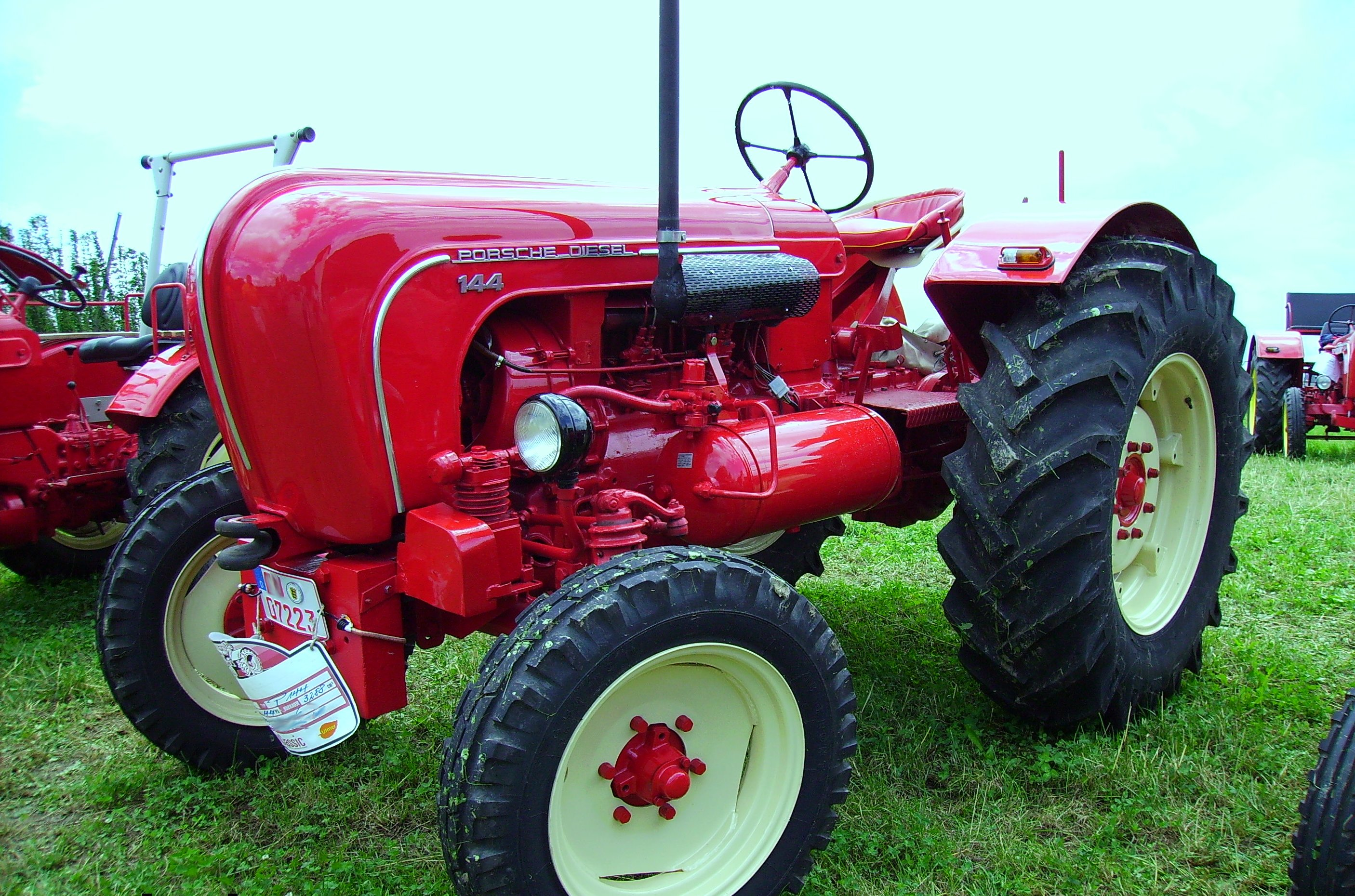
Porsche Diesel P 144

- P 111 – 12 pk
- Junior:
  - 108 – 14 pk
  - 109 – 15 pk

### Tweecilinder
- AP 16 – 18 pk
- AP 17 – 18 pk
- AP 18 – 18 pk
- AP 22 – 22 pk
- P 122 – 22 pk
- Standard:
  - AP – 20 pk
  - AP – 22 pk
  - 208 – 25 pk
  - 218 – 25 pk
  - T 217 – 20 pk
  - Star 238 – 26 pk
  - Star 219 – 30 pk

### Driecilinder
- P 133 – 33 pk
- Super:
  - 308 – 38 pk
  - 309 – 40 pk
  - 318 – 40 pk
  - 319 – 40 pk
  - Export 329 – 35 pk
  - 339 – 30 pk

### Viercilinder
- P 144 – 44 pk
- Master:
  - 408 – 50 pk
  - 409 – 50 pk
  - 418 – 50 pk
  - 419 – 50 pk
  - 428 – 50 pk
  - 429 – 50 pk

## Geschiedenis in jaartallen
- 1934 – Beginnende ontwerpfase en bouw van drie prototypes met benzinemotoren.
- 1937 – Officiële opdracht van de Duitse regering voor het ontwerpen van de Volks-Tractor.
- 1950 – Allgaier start met de productie van de beroemde AP 17 aluminium tractor met de door Porsche ontworpen tweecilinder, luchtgekoelde, dieselmotor van 18 pk.
- 1951 – Overlijden van prof. dr. Ferdinand Porsche.
- 1953 – Start van een nieuwe serie Allgaier-System-Porschetractoren. Modellen van 12 (A 111), 22 (A 122), 33 (A 133) en 44 (A 144) pk. Allgaier stopt de productie van eigen tractoren met watergekoelde motor.
- 1954 – Hoge verkoopcijfers vragen om een grotere fabriek. De registratie van Porsche-Diesel Motorenbau GmbH, in eigendom van Mannesmann AG maakt dit mogelijk.
- 1955 – Allgaier besluit de tractorbouw stop te zetten en verkoopt de afdeling aan de nieuw opgerichte Porsche-Diesel Motorenbau GmbH. Vanaf 1 januari 1956 is alles eigendom van deze N.V., een nieuwe fabriek wordt gebouwd in Friedrichshafen-Manzell op de plek van de oude Dornier-Zeppelinfabriek.
- 1956 – Start van de productie van de nieuwe rode Porsche-Dieseltractoren. De serie A 111 – A 144 wordt onveranderd overgenomen, maar de types heten nu P 111, P 122, P 133 en P 144.
- 1957 – De verkoopcijfers zagen er als volgt uit: 11.000 tractoren en 6.000 tractoren voor de export. Er worden afspraken gemaakt met KHD om technologie te delen en over het gebruik van bepaalde onderdelen. Door middel van het POV (Porsche Optima Verbrandingssysteem) kon het motorvermogen opgedreven worden zonder aanpassing van toerental of brandstofhoeveelheid. Introductie van de Junior, Standard en Super.
- 1958 – Een goed jaar met een productie van 20.000 tractoren. De Master ziet het levenslicht.
- 1960 – De verkoopcijfers liepen ernstig terug: 10.000 tractoren en 6.000 tractoren voor de export. Introductie van het nieuw ontwikkelde Bosch-Hydraulic hefsysteem. De introductie van de nieuwe tractorenlijn met vermogens van 15, 20, 26, 30, 35 en 50 pk.
- 1962 – Aan het einde van 1962 besluit Mannesmann AG om de productie van Porsche-Diesel tractoren in de nabije toekomst te staken.
- 1963 – De laatste Porsche-Dieseltractoren rolden aan het eind van 1963 van de band. Dit waren echter niet de laatste tractoren die werden geproduceerd. De laatste tractoren werden buiten geproduceerd omdat de fabriek ondertussen was overgenomen door Renault. Productie stopt.